# Sporting Clube Petróleos do Bié
Sporting Clube Petróleos do Bié, meist nur Sporting do Bié genannt, ist ein Sportverein aus der angolanischen Stadt Kuito, Hauptstadt der Provinz Bié. Bekannt ist er für seine Fußball-, Basketball- und Handball-Abteilungen.
Der Klub empfängt seine Gäste in seinem 16.000 Zuschauer fassenden Estádio dos Eucalíptos oder im städtischen  Estádio Municipal do Kuito, das 9.000 Zuschauern Platz bietet.
Hauptsponsor ist der staatliche Ölkonzern Sonangol.

## Geschichte
Der Verein wurde am 3. Mai 1915 von Portugiesen gegründet, als Filialverein Nr. 88 des portugiesischen Klubs Sporting Lissabon. Nach der Unabhängigkeit Angolas 1975 durchlief er eine Krise, bedingt durch die Flucht portugiesischer Siedler und vor allem durch Zerstörungen und Beeinträchtigungen im Bürgerkrieg in Angola (1975–2002). Nachdem er zwischenzeitlich ganz ruhte, verwendete er eine Zeit lang nicht mehr die Symbole Sportings und galt daher als ehemaliger Filialverein. Auch seinen Namen änderte der Klub Mitte der 1980er Jahre in União Sport do Bie und dann in União Petro do Bié. Seit Anfang der 1990er Jahre trägt er den heutigen Namen, in Anlehnung an die ursprüngliche Bezeichnung, jedoch ohne die alten grün-weißen Embleme Sportings wieder einzuführen. 2004 hatte er sich vorübergehend noch in Atlético Petróleos do Bié umbenannt.
Nachdem Sporting do Bié insbesondere in den 1990er Jahren an zerstörten Einrichtungen litt, erlebte der Klub nach dem Ende des Bürgerkriegs 2002 eine wesentliche Erholung. So wurde das vereinseigene Stadion Estádio dos Eucalíptos teilweise erneuert, und 2008 wurde der Sportkomplex in der Avenida Sagrada Esperança eingeweiht, insbesondere mit Vereinssitz und Multifunktions-Sporthalle (pavilhão gimnodesportivo), wo die Hallensport-Sektionen beheimatet sind.
2012 kehrte der Klub zum grün-weißen Drachenemblem Sportings zurück.

## Erfolge (Fußball)
Landestitel konnte der Klub bisher nicht gewinnen. Als größte Vereinserfolge können daher die vier Spielzeiten 1987, 2000, 2002 und 2005 in der höchsten angolanischen Liga Girabola gelten. Seine vorerst letzte Erstligapräsenz im Girabola 2005 beendete der Klub auf dem 14. und damit letzten Platz, so dass auch diesmal der direkte Abstieg zurück in die zweite Liga folgte, den Gira Angola. In der dortigen Série C spielt der Verein bis heute (Stand: 2014).

## Sportarten
Der Verein betreibt folgende Sportarten:
- Fußball
- Basketball
- Handball
- Leichtathletik
- Volleyball
- Sportgymnastik
- Rollhockey

Zumeist werden sowohl Männer- als auch Frauenmannschaften betrieben. So spielt die erste Frauen-Basketballmannschaft des Vereins in der höchsten angolanischen Basketballliga, dem Campeonato Nacional Sénior Feminino de Basquetebol (Stand 2014).